# Пионер-Венера-2
Пионер-Венера-2 — автоматическая межпланетная станция НАСА, запущенная 8 августа 1978 года с целью изучения Венеры. Станция несла четыре спускаемых аппарата, которые успешно выполнили свою миссию. Официальное название — Pioneer Venus Multiprobe, в документах НАСА станция фигурировала также в качестве Pioneer Venus 2 и Pioneer 13.

## Описание станции
Станция состояла из траекторного модуля и расположенных на нём спускаемых аппаратов — одного «Большого зонда» (Large Probe) и трёх идентичных «маленьких» (small probes): «Север» (North Probe), «День» (Day Probe) и «Ночь» (Night Probe). Масса траекторного модуля составляла 290 кг, масса «большого» аппарата — 315 кг, масса каждого из «маленьких» — 90 кг.
Аппаратура «большого» аппарата позволяла проводить 7 научных экспериментов:
- эксперименты по определению состава атмосферы с помощью масс-спектрометра нейтральных частиц и газового хроматографа;
- измерение степени проникновения в атмосферу солнечного излучения с помощью радиометра;
- измерения в инфракрасном диапазоне;
- измерение размеры и формы облачных частиц с помощью спектрометра и нефелометра;
- измерения с помощью датчиков температуры, давления и ускорения.

Аппарат диаметром 1,5 метра был оборудован парашютом.
«Малый» аппарат (имевший диаметр 0,8 метра) мог измерять температуру, давление, ускорение и облачные частицы. Парашютов аппарат не имел.
Все спускаемые аппараты передавали данные непосредственно на Землю. По изменению радиосигнала можно было также судить о ветрах и турбулентности атмосферы.
Траекторный модуль был оборудован масс-спектрометрами нейтральных частиц и ионов для измерения состава верхних слоёв атмосферы. Модуль не был оборудован тепловой защитой, позволяющей ему снижаться в работоспособном состоянии к нижним слоям (спускаемые аппараты, напротив, не могли проводить измерения в верхних слоях).

## Исследование Венеры
16 ноября 1978 года от станции отделился «большой» модуль, 20 ноября — три «маленьких». Все четыре модуля вошли в атмосферу планеты 9 декабря и спускались примерно в течение 50—60 минут. После этого один из «маленьких» аппаратов проработал на поверхности планеты ещё более часа, хотя и не был на это рассчитан. Связь с траекторным модулем была потеряна, когда он находился на высоте 110 км.
«Большой» и один «малый» аппараты вошли в атмосферу на дневной стороне Венеры, остальные два — на ночной (в южном и в северном полушариях): координаты посадки «Большого зонда» — 4°24′ с. ш. 304°00′ в. д. / 4,4° с. ш. 304° в. д., «Севера» — 59°18′ с. ш. 4°48′ в. д. / 59,3° с. ш. 4,8° в. д., «Дня» — 31°42′ ю. ш. 317°00′ в. д. / 31,7° ю. ш. 317° в. д., «Ночи» — 28°42′ ю. ш. 56°42′ в. д. / 28,7° ю. ш. 56,7° в. д.
По данным аппаратов был определён состав атмосферы Венеры. В частности, оказалось, что концентрация аргона-36 и аргона-38 в венерианской атмосфере в 50—500 раз превышает концентрацию этих газов в атмосфере Земли (по концентрации инертных газов можно судить об эволюции планеты и вулканической активности). Важными открытиями стали обнаружение ниже облачных слоёв водяных паров и высокая (по сравнению с ожидавшейся) концентрации молекулярного кислорода. Это говорило в пользу большего количества воды в геологическом прошлом планеты.
В облачном покрове Венеры, по данным аппаратов, были обнаружены как минимум три хорошо различимых слоя. Верхний слой (высота 65—70 км), содержит капли концентрированной серной кислоты. Средний слой кроме серной кислоты содержит большое число жидких и твёрдых частиц серы. Нижний слой (высота около 50 км) содержит более крупные частицы серы. Было определено, что на уровне ниже 30 км атмосфера относительно прозрачна.
Измерения температур на разных высотах подтвердили гипотезу о парниковом эффекте. Верхняя атмосфера Венеры оказалась холоднее, чем предполагали ранее: на высоте 100 км — минус 93 °C, на верхней границе облаков — минус 40—60 °C.
В 2020 году старые данные масс-спектрометра, собранные аппаратом, подвергли повторной обработке и обнаружили в них признаки присутствия фосфина.